# Розумний одяг

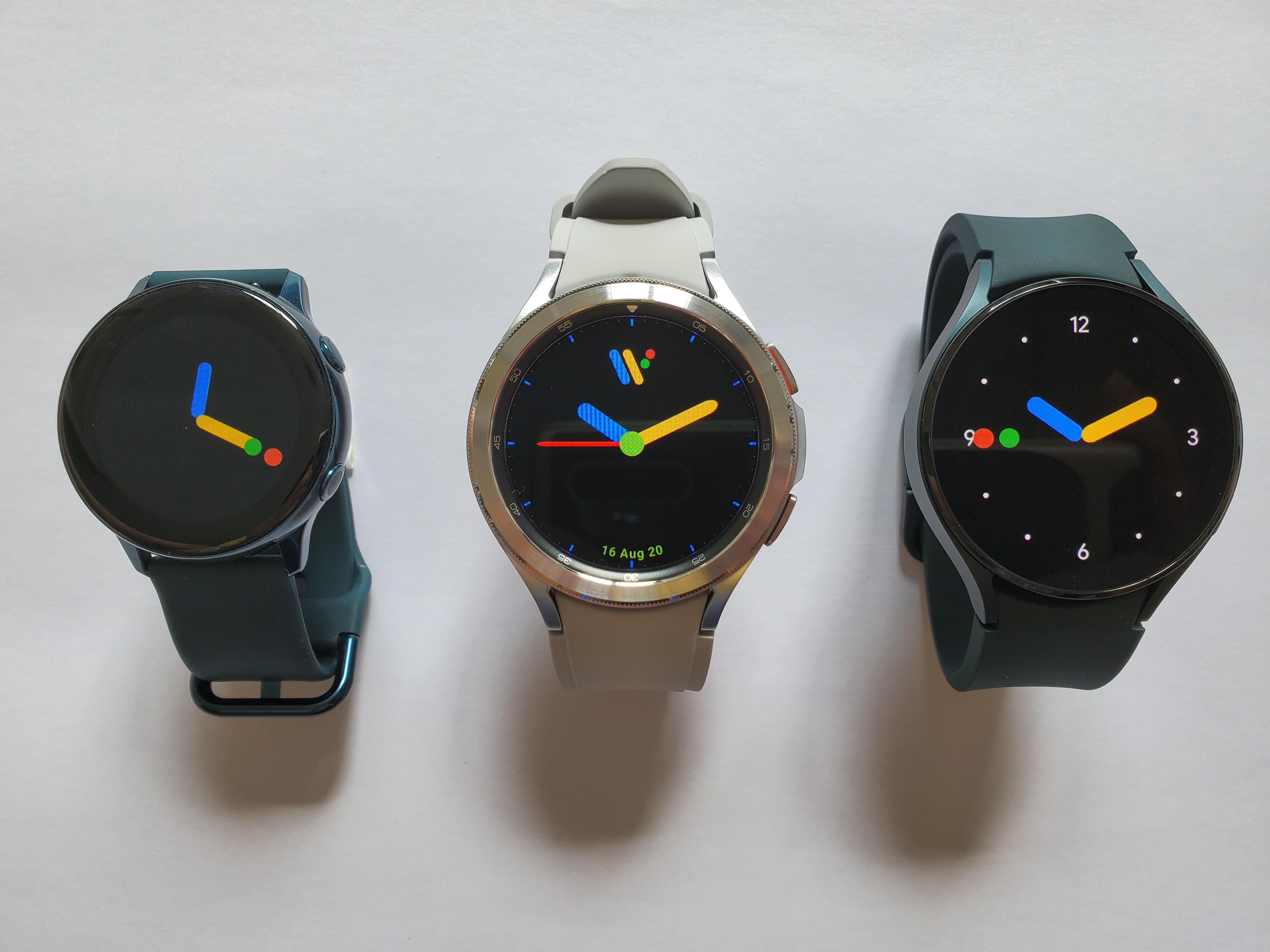
Розумний годинник

Розумний одяг (англ. wearable technology) — одяг, який може інтерактивно взаємодіяти з навколишнім середовищем, сприймаючи сигнали, обробляючи інформацію і запускаючи відповідні реакції .

## Електроніка для «розумного» одягу
«Розумний» одяг може бути оснащений: 
- текстильною клавіатурою . Наприклад, компанія SOFTswitch розробляє тканину, яка при натисканні дає електричний струм, їх технологія ґрунтується на ефекті квантового тунелювання в композитному матеріалі. Простіший метод створення текстильної клавіатури - використовувати шари струмопровідної ізолюючої тканини так, щоб при натисканні провідникові шари стикалися;
- датчиками для вимірювання серцевого ритму і темпу дихання за допомогою електродів для зняття кардіограми і датчиків тиску або інших технологій, наприклад сенсори на основі волоконної брегівської решітки, які використовуються для спостереження за деформацією інженерних конструкцій;
- акселерометром або датчиками розтягу для відстеження рухів людини;
- оптоволокном, яке дозволяє відстежувати розриви в тканині і таким чином отримувати інформацію про можливе поранення людини або отримувати інформацію про зміст різних речовин в повітрі або коливаннях температури (крім оптоволокна такий датчик містить хімічні речовини, які реагують на склад або температуру повітря і впливають на проходження світла по волокну);
- нагріваючими елементами ;
- сонячними батареями .

Крім того, в «розумний» одяг можуть бути вбудовані і інші електронні пристрої, такі як плеєри, системи GPS і подібні  . 
Дані з сенсорів проходять первинну обробку за допомогою електроніки, яка вшита в одяг, а далі в багатьох випадках передаються на смартфон або інший зовнішній пристрій, де їх аналізують мобільні додатки . 
Крім звичайної тканини, в якості основи для електроніки в «розумному» одязі можуть використовуватися елементи, надруковані на 3D-принтері. Наприклад, таку сукню було представлено восени 2014 року на виставці Intel Design Forum 2014. Одяг прикрашений світлодіодами, які реагують на настрій людини, яка її носить, завдяки зчитуванню її мозкової активності  . 

## Історія
Перші спроби поєднати одяг і електричні елементи відносяться до кінця XIX століття, коли почали поширюватися і витісняти газове освітлення лампи розжарювання. Так, в 1884 році в The New Your Times вийшла рекламна стаття про компанії, які пропонували послуги дівчат, які носили на собі лампочки розжарювання і могли служити в якості живих світильників. У цій же статті згадується, що роком раніше в сценічних костюмах почали використовувати електричні лампочки балерини  . 
У 1968 році в Музеї сучасних ремесел в Нью-Йорку (США) пройшла виставка під назвою Body Covering ( «Покриття тіла»), присвячена використанню технічних пристосувань в одязі. На ній демонструвався як спеціальний одяг, наприклад, скафандри для космонавтів, вогнетривкий костюм, комбінезон, що захищає від радіації та отруйних газів, так і звичайний одяг з вбудованими електричними пристроями: наприклад, шкіряна сукня з вшитими в неї фотографіями, які підсвічували лампочками, що працюють від вшитих батарей, або пластиковий пояс з динаміком  . 
Власне ідея «розумного» одягу починає розвиватися в 1980-х роках з концепції комп'ютерів, які можна переносити . У цей час вчені та інженери працювали в першу чергу над створенням мініатюрних комп'ютерів, а власне предмети одягу були скоріше основою, до якої електроніку можна було прикріпити. Приклади: окуляри з вбудованим комп'ютером і системою доповненої реальності Digital Eye Glass Стіва Менна або кросівки з вбудованим комп'ютером, випущені компанією Puma. Підключивши такі кросівки до настільного комп'ютера, такого як Apple IIe або Commodore 64, власник кросівок міг дізнатися, скільки він пробіг кілометрів і спалив калорій. 
Велика частина проектів в цей час розвивалася в університетах і не доходила до масового виробництва. Наприклад, в 1996 році в Технологічному інституті Джорджії почалася розробка футболки з вплетеними в тканину оптичними і провідними волокнами. Спочатку проект фінансувався Військово-морськими силами США , комерційною його розробкою згодом зайнявся стартап Sensatex, який випустив бета-версію «розумної» футболки - Smart Shirt - в 2006 році  . Одяг відстежує рухи, серцевий ритм і дихання людини, яка її носить, і може передавати дані по бездротовому зв'язку. При цьому вона не виглядає громіздкою і її можна прати. 
В кінці 1990-х років до виробництва розумного одягу починають підключатися представники індустрії моди і починає рости число спільних проектів між виробниками електроніки та одягу. Першим комерційним продуктом, який з'явився в результаті такого роду співпраці, вважається спільна розробка компанії Philips і виробника одягу Levi Strauss & Co - куртка ICD + з вбудованим MP3-плеєром, стільниковим телефоном, а також гарнітурою і пультом керування в комплекті , вона була випущена у 2000 році. Прикладу Philips і Levi в наступні роки послідували і інші виробники. 
Однак більш складні розробки на початку 2000-х років залишалися на стадії прототипів. Наприклад, на Всесвітній виставці в Ганновері в 2000 році був представлений один з перших концептів «розумного» одягу - Cyberia survival suit - спільна розробка виробника одягу Reima, Університету Лапландії і Тамперского технологічного університету. Цей костюм для катання на снігоході був оснащений нагрівальними елементами, датчиками, які відстежували серцебиття, температуру всередині і зовні, вологість (на випадок, якщо людина опиниться у воді), і рухи людини, її позу і удари об що-небудь. Одяг також був оснащений системою GPS і мобільним телефоном. Все це керувалось за допомогою невеликого комп'ютера з графічним інтерфейсом. Вся конструкція була дуже важкою. 

## Застосування

### Медицина
Медицина - одна з областей, в яких «розумний» одяг найбільш затребуваний. Одяг з вбудованими датчиками використовується для безперервного спостереження за станом пацієнтів, так як дозволяє знімати кардіограму, стежити за серцевим ритмом, диханням, тиском та іншими параметрами. Прикладами таких розробок служать LifeShirt System жилет з вбудованими датчиками і можливістю запису і аналізу даних, або згадувана вище «розумна» футболка компанії Sensatex. 

#### «Розумний» одяг і проблема старіння
Відомо, що в розвинених країнах все гостріше стає проблема старіння, пов'язана зі збільшенням тривалості життя. «Розумний» одяг частково допомагає в її вирішенні. Наприклад, в Європі існує державна програма «Старіння в інформаційному суспільстві» , метою якої є розробка технологій, що дозволяють стежити за здоров'ям літніх людей. Для цієї мети можуть використовуватися «розумні» браслети  . 

### Спорт
Виробники спортивного одягу і обладнання завжди охоче експериментували з новими технологіями. «Розумний» одяг - не виняток. Його використання різниться в професійному і любительському спорті. «Розумний» одяг для професійних спортсменів схожий на медичні системи моніторингу стану людини і дозволяє стежити за такими параметрами, як серцевий ритм, дихання і т. д. Прикладом такої розробки є система стеження за серцевим ритмом Adidas. Вона являє собою спортивний одяг - бюстгальтери, майки, футболки - зі вплетеними в тканину сенсорами. З сенсорів дані надходять на передавач, який може передавати їх на спортивно-туристичні годинники, смартфон або кардиотренажер. 
У 2013 році студент з університету Бригама Янга в США винайшов «розумний» шолом, всередині якого спеціальна п'єзоелектрична піна, яка при стисненні генерує електричний сигнал. Сигнал передається на планшет або комп'ютер. Таким чином, тренер протягом декількох секунд отримує інформацію про те, наскільки серйозний удар отримав спортсмен і це жає можливість швидко вивести його з гри  . Аналогічні шоломи, але з акселерометром замість п'єзоелектричних елементів, вже використовуються в професійному спорті, наприклад, гравцями Національної футбольної ліги США. 
В області аматорського спорту використання елементів «розумного» одягу швидше відноситься до розряду розваг. Наприклад, багато виробників спортивного одягу випускають одяг зі вшитими кнопками для управління плеєрами або iPod. У 2003 році компанія Adidas зробила другу в історії спробу оснастити кросівки комп'ютером і випустила модель adidas 1, яка залежно від дій власника змінює  амортизацією, проте працювали такі кросівки ненадійно і поширення не отримали. Більш успішним виявився спільний продукт Nike і Apple - кросівки, які синхронізуються з iPod або iPhone під час руху, а ті в свою чергу збирають статистику і перемикають музичні треки. 

### Мода і дизайн
У цій області від «розумного» одягу потрібна не стільки функціональність або зручність, скільки цікаві ідеї щодо використання нових технологій. У виробництві повсякденного одягу ці ідеї майже не використовуються. Як приклади можна привести, розробку дизайнерської студії Studio 5050 - куртка Love Jacket з вбудованим джерелом і приймачем інфрачервоного випромінювання, мікро контролером, а також світлодіодами і динаміком. За імпульсами інфрачервоного випромінювання парні куртки «дізнаються» один про одного і починають блимати світлодіодами і випускати звуки  . Hug Shirt - футболка яка дозволяє відчувати себе на відстані за допомогою зв'язку через Bluetooth і системи сенсорів. 
Для тих, хто хоче спробувати сили в створенні «розумного» одягу самостійно, випускаються набори, в які входять струмопровідна тканина, світлодіоди, перемикачі та інша необхідна електроніка. 

### Військові розробки
Військові відомства, особливо американські, спочатку були найактивнішими спонсорами розробок в області переносної електроніки і «розумного» одягу. Один з таких проектів - Future Force Warrior - був присвячений розробці бойового костюма для піхоти. Цей костюм повинен повністю захищати людину і допомагати їй пересуватися за допомогою екзоскелета, він оснащений системою моніторингу стану солдата, вбудованим в шолом дисплеєм і системою комунікації, а також зброєю і батареями для живлення електроніки. 